# Periódico de referencia

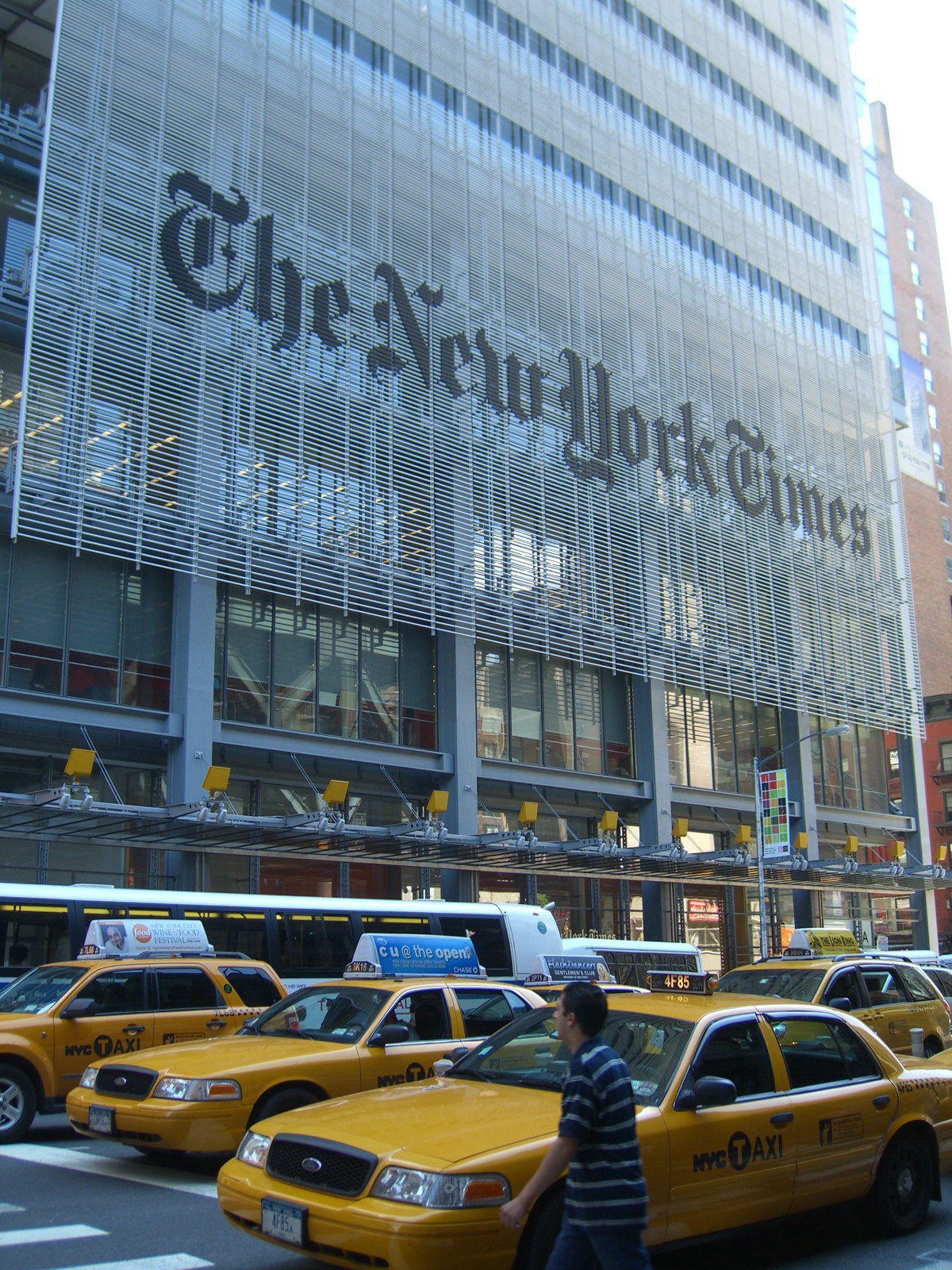
Edificio de The New York Times en Nueva York, Estados Unidos; algunos significados de la expresión «periódico de referencia» se originaron en relación con el The New York Times

Un periódico de referencia es un diario influyente, generalmente de gran circulación y cuya labor editorial y de recopilación de noticias está considerada plenamente autorizada tanto en sectores profesionales como entre el público. Un diario de referencia también puede ser un diario público (es decir, autorizado o mantenido por un gobierno) para publicar avisos legales o noticias de interés público, y que por lo tanto sirve como «diario oficial».

## Diarios Oficiales
Un «diario oficial», es un medio de comunicación escrito adscrito a un gobierno, puesto a disposición del público y autorizado para publicar avisos legales e informaciones de interés general. A menudo se establecen por ley o por iniciativa oficial. La inclusión de un texto en uno de estos diarios (tanto por iniciativa gubernamental como privada), normalmente se considera como condición suficiente para ser considerado un aviso público a efectos legales.
En algunas jurisdicciones, diarios de propiedad privada pueden publicar avisos legales o notificaciones oficiales por iniciativa de una administración pública, especialmente en los «diarios de circulación general». Así mismo, un diario privado puede ser designado por los tribunales para la publicación de avisos legales, como los anuncios de nombres comerciales, o de determinados edictos.
Una variante de los diarios oficiales son los periódicos controlados directamente por gobiernos o por partidos políticos, que hacen las veces de diarios oficiales en los que reflejan sus posiciones. Órganos estatales como el periódico de la etapa soviética Izvestia (el nombre se traduce como «mensajes notificados», derivado del verbo izveshchat, que significa «informar», «notificar») y el Diario del Pueblo en China son ejemplos de este tipo.

## Periódicos de referencia (por reputación)
El segundo tipo de «diarios de referencia» (también conocidos por los términos «journal of record» en inglés o «presse de référence» en francés) no se definen por cuestiones formales, y sus características pueden ser variables. A esta categoría normalmente pertenecen aquellos diarios reconocidos por sus estándares de periodismo más exigentes que los de la mayoría de los medios de comunicación escritos, incluyendo su independencia editorial y la atención a la exactitud. Habitualmente gozan de renombre internacional. A pesar de los cambios en la sociedad, estos diarios históricamente han tendido a mantener inalterables su tono editorial, cobertura, estilo, y tradiciones.

### Origen del término
Se piensa que el término pudo tener su origen entre los bibliotecarios estadounidenses, que empezaron a referirse al The New York Times como el «diario de referencia», cuando en 1913 se convirtió en el primer diario de EE. UU. en publicar un índice de los temas tratados en sus páginas. En reconocimiento de este uso, el Times organizó en 1927 un concurso de ensayos en el que los participantes tenían que demostrar «El Valor del Índice de Archivos del The New York Times como Diario de Referencia». El Times y otros diarios de su tipo, por entonces buscaban convertirse en cronistas de los acontecimientos, actuando como registro de los anuncios del día, programas, directorios, actas, transcripciones y citas. El Times ya no se considera un diario de referencia en el sentido literal original.
Con el tiempo, los historiadores empezaron a considerar al The New York Times y a otras cabeceras similares como registros documentales fiables de acontecimientos significativos pasados y un indicador de las opiniones sociales del momento. El término «diario de referencia» evolucionó desde su sentido literal original al significado con el que es entendido actualmente.

### Ejemplos
| País             | Periódico                        | Periódico                      | Ciudad de publicación | Fundado | Idioma          | Fuente(s)                                        |
| ---------------- | -------------------------------- | ------------------------------ | --------------------- | --- | --------------- | ------------------------------------------------ |
| Alemania         | Frankfurter Allgemeine Zeitung ! | Frankfurter Allgemeine Zeitung | Frankfurt             | 1949 Considerado el sucesor de Frankfurter Zeitung (fundado en 1856), prohibido en 1943 por los nazis                                              | Alemán          | [ 17 ] [ 18 ]                                    |
| Alemania         | Suddeutsche Zeitung !            | Süddeutsche Zeitung            | Múnich                | 1945 | Alemán          | [ 19 ]                                           |
| Alemania         | Welt, Die !                      | Die Welt                       | Berlín                | 1946 | Alemán          | [ 20 ]                                           |
| Alemania         | Zeit, Die !                      | Die Zeit                       | Hamburgo              | 1946 | Alemán          | [ 19 ]                                           |
| Argentina        | La Nación                        | La Nación                      | Buenos Aires          | 1870 | Español         | [ 21 ]                                           |
| Australia        | The Age                          | The Age                        | Melbourne             | 1854 | Inglés          | [ 22 ]                                           |
| Australia        | The Sydney Morning Herald        | The Sydney Morning Herald      | Sídney                | 1831 | Inglés          | [ 22 ] [ 23 ]                                    |
| Austria          | Die Presse                       | Die Presse                     | Viena                 | 1848 Escindido en 1864 para formar el Neue Freie Presse, intervenido por los nazis en 1938 y cerrado en 1939, restablecido como Die Presse en 1946 | Alemán          | [ 25 ]                                           |
| Bangladés        | —                                | The Daily Star                 | Daca                  | 1991 | Inglés          | [ 26 ]                                           |
| Brasil           | O Estado de S. Paulo             | O Estado de S. Paulo           | São Paulo             | 1875 | Portugués       | [ 27 ] [ 28 ]                                    |
| Brasil           | O Globo                          | O Globo                        | Río de Janeiro        | 1925 | Portugués       | [ 29 ]                                           |
| Bélgica          | De Standaard                     | De Standaard                   | Groot-Bijgaarden      | 1918 Fundado en 1914, pero su publicación fue retrasada por la Primera Guerra Mundial.                                                             | Holandés        | [ 30 ]                                           |
| Canadá           | The Globe and Mail               | The Globe and Mail             | Toronto               | 1844 Sucesor del The Globe (fundado en 1844), The Toronto Mail (1872) y Toronto Empire (1887); periódicos unidos en 1895 y 1936                    | Inglés          | [ 31 ] [ 32 ] [ 33 ] [ 34 ] [ 35 ] [ 36 ] [ 37 ] |
| Canadá           | Le Devoir                        | Le Devoir                      | Montreal              | 1910 | Francés         | [ 38 ]                                           |
| Canadá           | La Presse                        | La Presse                      | Montreal              | 1884 | Francés         | [ 39 ] [ 40 ]                                    |
| Chile            | El Mercurio                      | El Mercurio                    | Santiago de Chile     | 1900 Derivado de El Mercurio de Valparaíso (fundado en1827)                                                                                        | Español         | [ 41 ]                                           |
| Colombia         | El Tiempo                        | El Tiempo                      | Bogotá                | 1911 | Español         | [ 42 ] [ 43 ]                                    |
| Colombia         | El Tiempo                        | El Espectador                  | Bogotá                | 1887 | Español         | [ 45 ] [ 46 ] [ 47 ]                             |
| Corea del Sur    | Chosun Ilbo                      | Chosun Ilbo                    | Seúl                  | 1920 Suspendido entre 1940 y 1945 por las Autoridades Imperiales Japonesas.                                                                        | Coreano         | [ 48 ]                                           |
| Egipto           | —                                | Al-Ahram                       | El Cairo              | 1875 | Árabe           | [ 49 ] [ 50 ]                                    |
| El Salvador      | La Prensa Gráfica                | La Prensa Gráfica              | Antiguo Cuscatlán     | 1915 | Español         | [ 51 ]                                           |
| España           | El País                          | El País                        | Madrid                | 1976 | Español         | [ 52 ]                                           |
| Estados Unidos   | New York Times, The !            | The New York Times             | New York              | 1851 | Inglés          | [ 53 ]                                           |
| Estados Unidos   | Wall Street Journal, The !       | The Wall Street Journal        | New York              | 1889 | Inglés          | [ 54 ]                                           |
| Estados Unidos   | Washington Post, The !           | The Washington Post            | Washington D. C.      | 1877 | Inglés          | [ 55 ]                                           |
| Filipinas        | Manila Bulletin                  | Manila Bulletin                | Manila                | 1900 | Inglés          | [ 56 ]                                           |
| Francia          | Figaro, Le !                     | Le Figaro                      | París                 | 1826 Le Figaro es el diario nacional más antiguo hasta la fecha.                                                                                   | Francés         | [ 58 ] [ 59 ]                                    |
| Francia          | Liberation !                     | Libération                     | París                 | 1973 | Francés         | [ 60 ]                                           |
| Francia          | Monde, Le !                      | Le Monde                       | París                 | 1944 Fundado como sucesor del desacreditado y colaboracionista Le Temps (fundado en 1861).                                                         | Francés         | [ 61 ] [ 62 ] [ 63 ]                             |
| Grecia           | Kathimerini !                    | Kathimerini                    | Atenas                | 1919 | Griego          | [ 64 ]                                           |
| Grecia           | To Vima !                        | To Vima                        | Atenas                | 1922 Fundado originalmente como Elefthero Vima («Tribuna Libre»), pero fue cambiado en 1945.                                                       | Griego          | [ 64 ]                                           |
| Guatemala        | Prensa Libre !                   | Prensa Libre                   | Ciudad de Guatemala   | 1951 | Español         | [ 65 ]                                           |
| Hong Kong, China | The South China Morning Post     | South China Morning Post       | Hong Kong             | 1903 | Inglés          | [ 66 ]                                           |
| India            | The Times of India               | The Times of India             | Bombay                | 1838 Denominado The Bombay Times and Journal of Commerce hasta 1860.                                                                               | Inglés          | [ 67 ]                                           |
| Indonesia        | Kompas                           | Kompas                         | Yakarta               | 1965 | Indonesio       | [ 68 ] [ 69 ]                                    |
| Irán             | Ettela'at                        | Ettela'at                      | Teherán               | 1926 | Persa           | [ 70 ] [ 71 ]                                    |
| Irlanda          | The Irish Times                  | The Irish Times                | Dublín                | 1859 | Inglés          | [ 72 ]                                           |
| Israel           | Haaretz                          | Haaretz                        | Tel Aviv              | 1919 | Hebreo e Inglés | [ 73 ] [ 74 ] [ 75 ] [ 76 ]                      |
| Italia           | Corriere della Sera !            | Corriere della Sera            | Milán                 | 1876 | Italiano        | [ 77 ] [ 78 ]                                    |
| Italia           | La Stampa !                      | La Stampa                      | Turín                 | 1867 | Italiano        |                                                  |
| Italia           | La Repubblica !                  | la Repubblica                  | Roma                  | 1976 | Italiano        |                                                  |
| Japón            | Asahi Shimbun !                  | Asahi Shimbun                  | Osaka                 | 1879 | Japonés         | [ 79 ]                                           |
| Japón            | Mainichi Shimbun !               | Mainichi Shimbun               | Tokio                 | 1872 | Japonés         | [ 80 ]                                           |
| Kenia            | —                                | Daily Nation                   | Nairobi               | 1960 Originalmente Swahili Taifa en 1958. | Inglés          | [ 81 ] [ 82 ]                                    |
| Malasia          | —                                | New Straits Times              | Kuala Lumpur          | 1965 Derivado del The Straits Times (fundado en 1845) y que perduró hasta la independencia de Singapur.                                            | Inglés          | [ 83 ]                                           |
| México           |                                  | El Universal                   | Ciudad de México      | 1916 | Español         |                                                  |
| Noruega          | Aftenposten                      | Aftenposten                    | Oslo                  | 1860 | Riksmål         | [ 84 ]                                           |
| Nueva Zelanda    | The New Zealand Herald           | The New Zealand Herald         | Auckland              | 1863 | Inglés          | [ 85 ] [ 86 ]                                    |
| Países Bajos     | NRC Handelsblad                  | NRC Handelsblad                | Ámsterdam             | 1970 Unión del Algemeen Handelsblad (fundado en 1828) y del Nieuwe Rotterdamsche Courant (1844).                                                   | Holandés        | [ 87 ]                                           |
| Países Bajos     |                                  | De Volkskrant                  | Ámsterdam             | 1919 | Holandés        | [ 87 ]                                           |
| Paraguay         |                                  | La Nación                      | Asunción              | 1995 | Español         | [ 88 ]                                           |
| Perú             | Comercio, El                     | El Comercio                    | Lima                  | 1839 | Español         | [ 89 ] [ 90 ]                                    |
| Portugal         | —                                | Jornal de Notícias             | Oporto                | 1888 | Portugués       | [ 91 ]                                           |
| Reino Unido      | Daily Telegraph, The !           | The Daily Telegraph            | Londres               | 1855 | Inglés          | [ 92 ]                                           |
| Reino Unido      | Times, The !                     | The Times                      | Londres               | 1785 Llamado The Daily Universal Register hasta 1788.                                                                                              | Inglés          | [ 92 ]                                           |
| Serbia           | Danas                            | Danas                          | Belgrado              | 1997 | Serbio          | [ 93 ]                                           |
| Serbia           | Politika                         | Politika                       | Belgrado              | 1904 | Serbio          | [ 94 ]                                           |
| Singapur         | The Straits Times                | The Straits Times              | Singapur              | 1845 | Inglés          | [ 83 ]                                           |
| Suecia           | Dagens Nyheter                   | Dagens Nyheter                 | Estocolmo             | 1864 | Sueco           | [ 95 ] [ 96 ]                                    |
| Suiza            | Neue Zürcher Zeitung             | Neue Zürcher Zeitung           | Zúrich                | 1780 | Alemán          | [ 97 ]                                           |
| Turquía          | Hürriyet !                       | Hürriyet                       | Estambul              | 1948 | Turco           | [ 98 ]                                           |